# William Ury
William L. Ury (* 12. September 1953) ist ein US-amerikanischer Autor, Akademiker, Anthropologe und Verhandlungsexperte. Er war Mitbegründer des Harvard-Konzepts. Außerdem half er bei der Gründung des International Negotiation Network mit dem ehemaligen Präsidenten Jimmy Carter. Ury ist der Co-Autor von Getting to Yes mit Roger Fisher, der die Methode der prinzipiellen Verhandlung darlegte und die Idee der besten Alternative zu einer ausgehandelten Vereinbarung (BATNA) innerhalb der Verhandlungstheorie begründete.

## Leben
Ury wurde in Le Rosey und in Phillips Andover ausgebildet, wo er 1970 seinen Abschluss machte. Im College studierte Ury Anthropologie, Linguistik und Klassiker. Ury erhielt seinen B.A. aus Yale und promovierte in Sozialanthropologie in Harvard. 1979 war er Mitbegründer des Harvard Negotiation Project, dessen Distinguished Fellow er derzeit ist. 1981 half er bei der Gründung des Verhandlungsprogramms an der Harvard Law School.

## Internationale Arbeit
Ury hat unter anderem als Verhandlungsberater und Vermittler in Konflikten im Nahen Osten, auf dem Balkan, in der ehemaligen Sowjetunion, in Indonesien, Jugoslawien, Tschetschenien und Venezuela gearbeitet.
Ury gründete und fungierte als Direktor des Harvard Nuclear Negotiation Project. 1982 forderte die US-amerikanische Rüstungskontroll- und Abrüstungsbehörde das Harvard Negotiation Project auf, einen Bericht zu erstellen, in dem das Verständnis der menschlichen Kommunikation auf das Problem der Zurückhaltung von Supermächten angewendet wird, um das Risiko eines durch Unfall, Terrorismus, Fehler und Ausreißer ausgelösten Krieges zu verringern Eskalation oder Fehlwahrnehmung. Zusammen mit Richard Smoke interviewte Ury US-amerikanische und sowjetische Spezialisten und Regierungsbeamte und veröffentlichte 1984 den Bericht für die Regierung. Der Bericht war die Grundlage für Urys Buch Beyond the Hotline. Während dieser Zeit war er auch als Berater des Krisenmanagementzentrums im Weißen Haus tätig und arbeitete an der Einrichtung von Zentren zur Reduzierung des nuklearen Risikos in Washington und Moskau, die Gegenstand des ersten von Präsident Ronald Reagan und Generalsekretär unterzeichneten Rüstungskontrollabkommens waren Michail Gorbatschow.
Zusammen mit dem ehemaligen Präsidenten Jimmy Carter war Ury Mitbegründer des International Negotiation Network, das sich für die Beendigung von Bürgerkriegen auf der ganzen Welt einsetzte. Das International Negotiation Network wurde von einem Rat geleitet, dem Carter und Desmond Tutu angehörten. Andere bemerkenswerte Personen, die am Netzwerk beteiligt sind, sind Javier Pérez de Cuéllar, Sonny Ramphal und Sir Brian Urquhart.
Ury unterrichtet internationale Führungskräfte und Arbeitnehmerführer in Verhandlungen, um für beide Seiten profitable Vereinbarungen mit Kunden, Lieferanten, Gewerkschaften und Joint-Venture-Partnern zu erzielen.
2001 gründete Ury zusammen mit Nicholas Dunlop das E-Parliament. Die Website dient als globales Forum für international gewählte Beamte, um an Themen von gemeinsamem Interesse zu arbeiten. Das E-Parlament hat das Klimaparlament ins Leben gerufen, das Tausende gewählter Beamter aus 50 verschiedenen Ländern zusammenbringt, um informell in Fragen der erneuerbaren Energien und des Klimas zusammenzuarbeiten.

## Abraham Path
2007 gründete Ury die Abraham-Path-Initiative, einen Fernwanderweg durch den Nahen Osten, der die von Abraham besuchten Orte miteinander verbindet, wie in alten religiösen Texten und Traditionen festgehalten. Die Abraham Path Initiative wurde im Harvard Negotiation Project ins Leben gerufen und wird von der Welttourismusorganisation der Vereinten Nationen, der Allianz der Zivilisationen der Vereinten Nationen und anderen internationalen Partnern gebilligt. Die gemeinnützige, nicht religiöse und nicht politische Initiative zielt darauf ab, lokale Partner bei der Entwicklung des Abraham-Pfades zu unterstützen als:
ein Katalysator für sozioökonomische Entwicklung und nachhaltigen Tourismus
ein Ort der Begegnung und Verbindung zwischen Menschen aus dem Nahen Osten und Menschen auf der ganzen Welt
ein kreativer Raum für Geschichten, die die einzigartige Kultur, das Erbe und die Gastfreundschaft der Region hervorheben
Im April 2014 wurde der Abraham Path in der Zeitschrift National Geographic Traveller (UK) als Nummer eins auf der Liste der zehn besten Wanderwege der Welt aufgeführt.

## Auszeichnungen
Ury ist der Empfänger des Whitney North Seymour Award der American Arbitration Association. Er erhielt auch die Distinguished Service Medal vom russischen Parlament für seine Arbeit zur Lösung ethnischer Konflikte. Er erhielt den Peacemakers Award 2012 von Mediators Beyond Borders.